# François Varin
Pour les articles homonymes, voir Varin et Warin (homonymie).
François Warin dit aussi François Varin, sieur des Forges, né à Paris le 6 janvier 1644 et mort après mars 1705, est un sculpteur et médailleur français, fils de Jean Varin et graveur général de la Monnaie du royaume de France.

## Biographie
Second fils de Jeanne Desjours (veuve de René Olivier) et de l'illustre médailleur Jean Varin, lequel est né à Liège avant de s'installer à Paris à partir de 1626, François Varin est formé par son père à l'art de la gravure en médaille. Son frère aîné, Henri-Charles, fut baptisé le 29 juin 1637 à Paris et épousera Jeanne Luillier en 1676 à Paris.
D'après les documents retrouvés par Désiré-Albert Barre, François hérite le 20 décembre 1672 de la charge de graveur général après la mort de Jean Varin survenue en août 1672, une transmission qui fut sans doute lourde à porter puisque le testament de son père prévoyait initialement de le déshériter « pour une faute honteuse » (il avait contracté mariage sans l'accord de son père), laquelle faute fut en définitive pardonnée in extrémis.
Il signe ses ouvrages « F. Varin » ou « Warin ».
Le 10 février 1673, il est le parrain du fils de l'architecte Gilles Jodelet de La Boissière et signalé dans les actes comme « conducteur général des monnaies du royaume ». Le 27 février suivant, le procès qui l'opposait à son frère Henri au sujet de l'héritage paternel se règle à l'amiable.
Le 22 novembre 1681, un arrêt du conseil du roi supprima son office, qui lui fut remboursé. Le 5 décembre 1682, Joseph Roëttiers s'empare de cette charge.
En 1699, il est mentionné comme « sieur des Forges », et époux de Jacqueline Gobillon depuis le 25 mars 1670.
Dans le besoin depuis au moins 1696, le conseil du roi lui attribue le 25 mars 1705 la somme de 20 000 livres tournois en remboursement d'anciennes créances dues à Jean Varin en rapport à des travaux effectués sur les bâtiments du Louvre.
François Varin et son épouse n'ont aucune descendance connue à ce jour.

## Lignée supposée
- Amédée Varin (1818-1883), Adolphe Varin et la lignée des Varin de Chalon-sur-Saône[10].